# Teinobasis metallica
Teinobasis metallica – gatunek ważki z rodziny łątkowatych (Coenagrionidae). Znany jest jedynie z holotypu odłowionego nad zatoką Astrolabe w północno-wschodniej Nowej Gwinei.